# 鳳山龍山寺

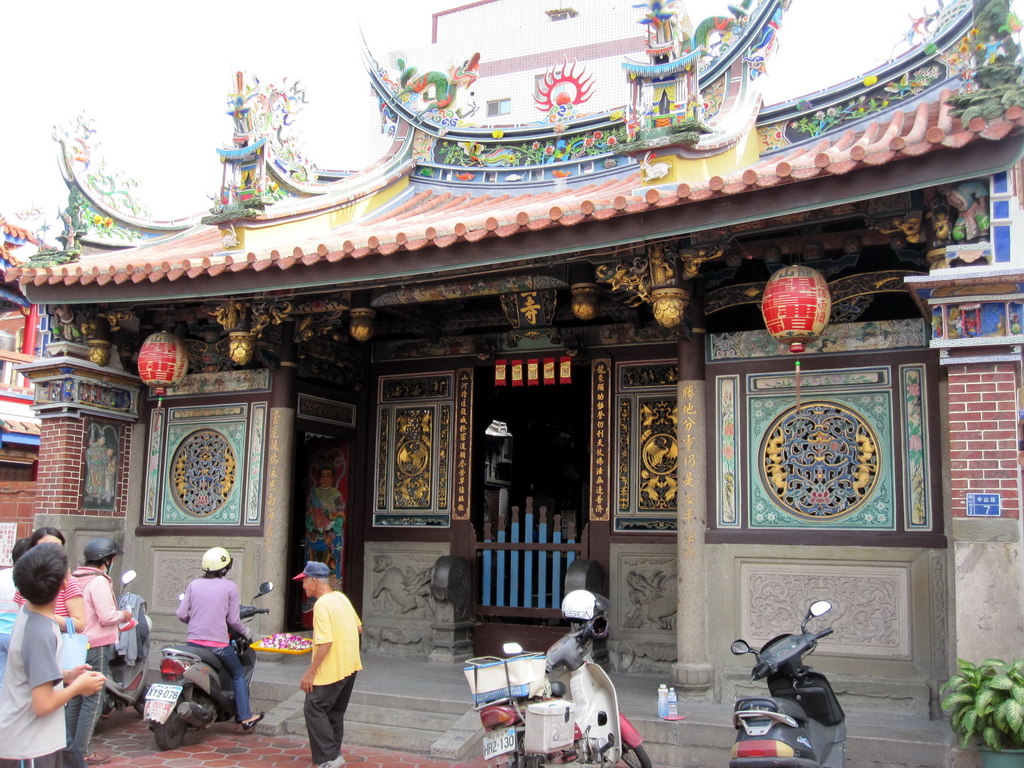
鳳山龍山寺

鳳山龍山寺（ほうざんりゅうざんじ Fèngshān Lóngshānsì）は、台湾高雄市鳳山区中山路7号にある寺院。清朝時代の1719年（康熙58年）に建立され、1764年（乾隆29年）には地誌の鳳山縣志に記載され一定の規模の寺院として竣工したと推定される。観世音菩薩を本尊としている。中国福建省の安海龍山寺を発祥とする龍山寺のうちの一つとされ、台湾においては淡水龍山寺、台北艋舺龍山寺、鹿港龍山寺、台南龍山寺と共に五大龍山寺の一つとされる。1985年11月には中華民国文化部文化資産局により国定古蹟に指定されている。

## アクセス
- 高雄捷運 大東駅の南約700m